# 罗伯特·温斯顿
温斯顿男爵罗伯特·温斯顿（1940年7月15日—）是一位英国医学博士、电视主持人和工党政治家，倫敦皇家內科醫師學會和英国医学科学院院士，1999年获伦敦皇家学会迈克尔·法拉第奖，2005年获英国皇家学会科学图书奖的提名。